# Zestaw kołowy

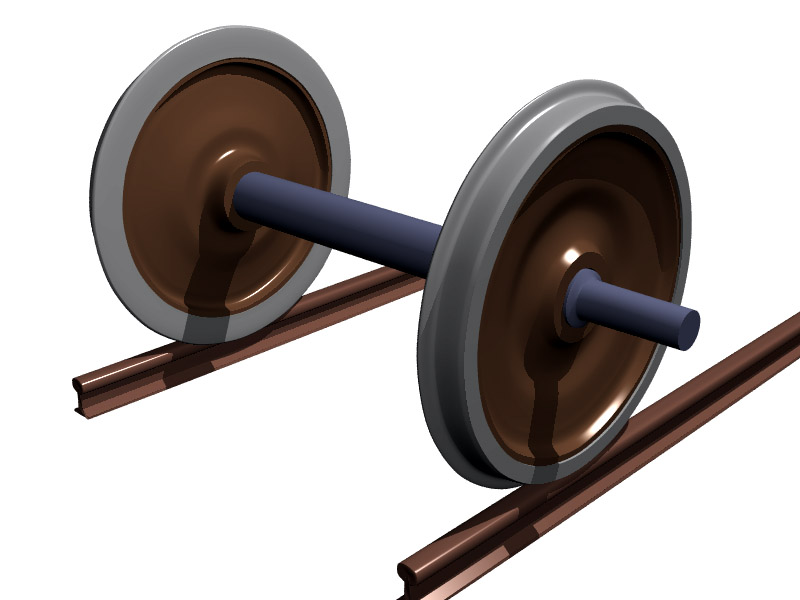
Kolejowy zestaw kołowy

Zestaw kołowy – w pojazdach szynowych kompletna oś z kołami (obręczowanymi lub monoblokowymi), a także tarczami hamulcowymi (jeśli zestaw jest częścią pojazdu z hamulcami tarczowymi).
W pojazdach trakcyjnych (z napędem) do zestawu kołowego zalicza się również elementy przekazujące napęd z silnika (koła zębate, wał drążony i sprzęgła łączące go z osią), a kompletny zestaw kołowy z silnikiem nazywa się zespołem napędowym.
W parowozach, a także niektórych innych lokomotywach (np. spalinowe SM03, SM04, wczesne elektrowozy), zestaw kołowy połączony bezpośrednio z silnikiem nazywa się zestawem silnikowym (osią silnikową), a zestawy kołowe połączone z nim wiązarami – zestawami dowiązanymi (osiami dowiązanymi).